# Éry-Kovács András
Éry-Kovács András (Budapest, 1951. március 8.) magyar rendező, dramaturg, szerkesztő-riporter, egyetemi tanár, színházigazgató.

## Életpályája
A szegedi Juhász Gyula Tanárképző Főiskola elvégzése után a Színház- és Filmművészeti Főiskola rendező szakán szerzett diplomát. Pályáját a Szolnoki Szigligeti Színházban kezdte, később a Pécsi Nemzeti Színházban, az Egri Gárdonyi Színházban, a Győri Nemzeti Színházban, a Kecskeméti Katona József Nemzeti Színházban, Budapesten a Budapesti Kamaraszínházban, a Kolibri Gyermek és Ifjúsági Színházban és a Magyar Állami Operaházban dolgozott. 1983–1988 között, valamint 1992–1996 között a Színház- és Filmművészeti Főiskola tanársegéde, majd szaktanára volt. 1990 óta szabadúszó rendező, több évig a Duna Televízió színházi szerkesztőségének szerkesztő-rendezője is volt. 2003-2007 között a Doktori Iskola hallgatója, amit követően doktori szigorlatot tett a Színművészeti Egyetemen. 2006-ban dolgozott először a Magyar Állami Operaházban művészeti és dramaturgiai munkatársként, rendezőként, később főállású művészeti munkatárs lett. 2011-ben vezető dramaturgként az Egri Gárdonyi Géza Színházhoz szerződött, mely munkája mellett rendezőként is dolgozott. 
2013-tól az egri Harlekin Bábszínház kinevezett igazgatója, amely megbízatását idén, elismerve eddigi vezetői munkásságát, a szakmai bizottság javaslata alapján, újabb öt évre meghosszabbította a helyi önkormányzat.
Az elmúlt öt évad alatt teljesen megújította a Harlekin Bábszínház működését, fiatal és nagyon tehetséges társulatot hozott létre. Bábszínészei kiemelkedő mozgató művészek, kiválóan énekelnek, játszanak, legfőbb varázsuk a társulati egységben és egymás iránti odaadó tiszteletükben rejlik. Együttes munkájukkal igen kiváló, bábművészetileg is jelentős és előremutató produkciók születtek. Dinamikus a fejlődésük, szinte minden bemutatójuk hatalmas siker a városban.
Éry-Kovács András szélesre tárta a bábműfaj kapuit, boldogan kísérletezik, új és új bábmozgatási technikákat dolgoztat ki a fiatal bábművészekkel évről évre. Legfőbb erénye, hogy a drámai és zenés színjátszás felől közelít a bábszínjátszáshoz és ezzel teljesen új hangot ütött meg a magyarországi bábszínházak körében.
Nagy drámai műveket és musicalek bábváltozatait is bemutattak már hatalmas sikerrel. Igen híres a Shakespeare sorozatuk, amelyek közül a Hamlet nemzetközileg is ismertté vált, hiszen komoly szakmai zsűri válogatta be az egyik legnagyobb fesztiválra, az Ostravai Nemzetközi Felnőtt Bábfesztiválra, ahol jelentős szakmai elismerésben részesültek. Ugyanez a feldolgozás a Marczibányi Ifjúsági Szemlén 2015-ben elnyerte a szakmai zsűri külön díját. Az előadást Somogyi Tamás rendezte.
A dzsungel könyve musical bábváltozatát negyedik évada játsszák telt házak előtt. Számos nagyvárosban és Budapesten is sikerrel szerepeltek ezzel az előadással, az idei évadban pedig bérletsorozatban tűzte műsorára a Móricz Zsigmond Színház Nyíregyházán és a Budaörsi Latinovits Színház. Az előadást Halasi Dániel rendezte.
Rengeteg előadással utazik a Harlekin társulata itthon is és számos esetben kapnak külföldi meghívásokat. Élen járnak a drámamódszertani programokban, valamint kuriózum minden felnőtteknek készített előadásuk is. Éry-Kovács András és Fekete Dávid feldolgozásában és rendezésében mutatták be a Fenn és lenn, avagy cirkusz minden báb-akrobatikai és zsonglőrművészeti előadásukat, ezt követően az óriás bábos Don Quijotét, az idei évadban pedig az Egri Szimfonikus Zenekarral közösen a Kocsonya Mihály házassága báboperát.

## Főbb színházi rendezései
Szolnokon 1982-1986 között
Schiller: Ármány és szerelem
Strindberg: Az apat
Shakespeare: Vízkereszt
Hubay-Vas-Ránki: Egy szerelem 3 éjszakájat
Lehár: Luxemburg grófjat
H. Pinter: Árulás
Pécs
Puccini: A köpeny, Gianni Schicchi
Mozart: Figaró házassága (Szegedi Operafesztivál 1987, a Legjobb Rendezés Díja)
Kacsóh Pongrác: János vitéz (daljáték)
Offenbach: Tulipatan szigete
Egerben 1989-1992 között
Zerkovitz: Csókos asszony (operett)

Eörsi István: Sírkő és kakaó
Frank L. Baum: Óz, a nagy varázsló (zenés mesejáték)
Győr
Huszka J: Lili bárónő (nagyoperett)
Debrecen
Rossini: Vivát mama!, (vígopera)
Kecskeméten 1992-1995 között
Presser-Dusán Sztevanovics: Padlás (musical)
Lehár F.: Lili bárónő (nagyoperettet)
H. Pinter: Születésnap
Müller Péter: Szomorú vasárnap (zenés játék)
Jacobi Viktor: Sybill (nagyoperett)
Kodály Z.: Székelyfonó (daljáték, 1999)
Budapesten 1996-1998 között
Pergolesi: Az úrhatnám szolgáló (vígopera)
Nádas Péter–Vidovszky László: Találkozás (Budapesti Kamaraszínház, meghívás a Nemzetközi Kortárs 
Dráma Fesztiválra, 1997)
Kósa György: Kocsonya Mihály házassága (kortárs bábopera, Kolibri Színház, meghívás az Edinburgh Fesztiválra)
A muzsika hangja (musical, Budapesti Operettszínház, 2000)
2002-2004
Kétnyelvű (angol és magyar) Shakespeare drámák beavató előadása a Kolibri Színházban (Vízkereszt, Szentivánéji álom)
2005
Idegenek (Foreigners, Jágó és Othello) címmel kísérleti színházi darab írása és rendezése a Scallabouche angol nyelvű improvizációs színház számára (Az előadás meghívást kapott 2005-ben a Pécsi Országos Színházi Találkozóra, ahol az Off-programban volt látható.)
„My Chair, Your Self”(Az én székem, te magad) 2005- ben meghívást kapott az Edinburgh Fesztiválra
2006
Muzsika Hangja (musical, Városmajori Színpad)
2007
Ibsen: Kis Eyolf című színművének átdolgozott változatának rendezése Patkányiszony címmel, Budapesti Kamaraszínházban
2008
Giacomo Puccini: Edgár című operájának magyarországi ősbemutatójának rendezése a Magyar Állami Operaházban a Tavaszi Fesztivál keretében.
2009
Kósa György: Kocsonya Mihály házassága (kortárs opera, Rákoshegy, Bartók Zeneház)
2010
Hidas Frigyes: Bösendorfer (kortárs opera, Rákoshegy, Bartók Zeneház)
2011
Ludas Mátyás (Egri Gárdonyi Színház, az előadásnak társírója, díszlettervezője, zeneszerzője és rendezője)
2024
Zsákbamacska (Újszínház)

## Rendezések, dramaturgiai és írói munkák a Harlekin Bábszínházban
2013. február: Piroska és a farkas – interaktiv mesejáték (író, rendező)
2013. október: Fenn és lenn, avagy cirkusz minden (dramaturg, rendező)
2013. november: Pipitér és Libatop (rendező)
2014. február: Pirosmalac (társrendező)
2015. január: Paprika Jancsi és az ördög aranya (rendező)
2015. április: Don Quijote, avagy Alonso Quijana útja a végtelenbe (író, rendező)
2016. március: A három kismalac (író, rendező)
2016. december: Egy jeles nap (összeállító, író, rendező)
2017. november: Kocsonya Mihály házassága (bábopera az Egri Kamaraopera Fesztiválon)

## Filmjei
- Básti Juli és a szellemek (1997)